# Cinémas (revue)
Cinémas. Revue d'études cinématographiques / Journal of Film Studies, communément appelée Cinémas (parfois orthographié CiNéMAS), est une revue scientifique bilingue consacrée aux études cinématographiques et fondée par Michel Larouche et Denise Pérusse en 1990. La revue favorise une rencontre entre différentes approches théoriques et méthodologiques issues d'autres disciplines afin de stimuler une réflexion. Cinémas est membre de l'Association canadienne des revues savantes.

## Histoire de la revue
Depuis la création de la revue en 1990 par Michel Larouche et Denise Pérusse, son siège social est au Département d'histoire de l'art et d'études cinématographiques de l'Université de Montréal. Le directeur actuel de la revue est le professeur Richard Bégin, qui fait suite à Michel Larouche (1990-1999) et à André Gaudreault (1999-2015).
Cinémas est membre de l'Association canadienne des revues savantes.
En automne 2014, à l'occasion du vingt-cinquième anniversaire de la revue , Cinémas déclare avoir publié près de trois cent cinquante chercheurs universitaires et étudiants des cycles supérieurs.
À compter du volume 30, numéro 1 (été 2022), la revue est publiée exclusivement en format numérique.
Depuis janvier 2023, Cinémas est une revue en libre accès complet.

### Orientation de la revue et politique éditoriale
L'Université de Montréal décrit ainsi l'orientation scientifique de Cinémas : « CiNéMAS est une revue consacrée d’abord aux études cinématographiques et aux travaux théoriques ou analytiques propres à stimuler une réflexion issue de la rencontre de différentes approches, méthodes et disciplines (esthétique, sémiotique, histoire, communication, sciences humaines, histoire de l’art, etc.). » La revue propose une approche pluridisciplinaire de l'analyse d'un sujet et ce dès ses débuts. Principalement francophone, la revue publie aussi un à trois articles en anglais dans chaque numéro.
Cinémas est une revue révisée par les pairs qui parait quadrimestriellement (trois numéros par année). Les numéros sont généralement composé d'un dossier thématique. Un thème précis est exploré dans chaque numéro, qui comporte également une section « Hors dossier. »  
Elle est indexée dans plusieurs bases de données telles que Scopus, EBSCOhost, Érudit, FIAF International Index to Film Periodicals, Isidore, Google Scholar, MLA International Bibliography, Persée, Proquest et SDM Repère.
La politique éditoriale de la revue offre la possibilité à la relève de publier des articles qui seront soumis au même processus d'évaluation impartial que les chercheurs établis.

## Direction, comité de rédaction, contributeurs et contributrices

### Direction de la revue
- 1990-1999 : Michel Larouche
- 1999-2015 : André Gaudreault
- 2015- Aujourd'hui : Richard Bégin

### Comité de rédaction

#### Comité de rédaction actuel (2022)
- Richard Bégin (Université de Montréal)
- Marta Boni (Université de Montréal)
- Philippe Mather (Campion College at the University of Regina)
- Viva Paci (Université du Québec à Montréal)
- Joëlle Rouleau (Université de Montréal)
- Aboubakar Sanogo (Carleton University)

#### Comité international
- Emmanuelle André (Université Paris 7, France)
- Vincent Bouchard (Indiana University, États-Unis)
- Laurent Guido (Université de Lille, France)
- Todd McGowan (University of Vermont, États-Unis)
- Dominique Nasta (Université libre de Bruxelles, Belgique)
- Beate Oschner (Universität Konstänz, Allemagne)
- Heui-Tae Park (Sungkyunkwan University, Corée du Sud)
- Leonardo Quaresima (Università di Udine, Italie)
- Maxime Scheinfeigel (Université Montpellier 3, France)
- Adolfo Vera (Universidad de Valparaíso, Chili)[9].